# Максимовка (Владимирская область)
Макси́мовка — населенный пункт в Меленковском районе Владимирской области. Входит в состав Тургеневского сельского поселения.

## География
Ближайшая железнодорожная станция Стригино находится в 8 км от деревни. Расстояние от Мурома — 15 км. От областного центра — 120 км.
Климат
Климат умеренно континентальный. Лето теплое. Зима в меру холодная. Ярко выражены весна и осень.
Природные ресурсы
В окрестностях деревни произрастает широкое разнообразие видов сосудистых растений.

## История
Деревня впервые упоминается в окладных книгах Рязанской епархии 1676 года в составе Лазаревского прихода, в ней было 8 дворов крестьянских.
В конце XIX — начале XX века деревня входила в состав Тургеневской волости Меленковского уезда, с 1926 года — в составе Усадской волости Муромского уезда. В 1926 году в деревне числилось 46 дворов. 
С 1929 года деревня входила в состав Кесовского сельсовета Ляховского района, с 1954 года — в составе Тургеневского сельсовета, с 1963 года — в составе Меленковского района, с 2005 года — в составе Тургеневского сельского поселения.

## Население
| 1859 | 1905 | 1926 | 2002 | 2010 | 2021 |
| ---- | ---- | ---- | ---- | ---- | ---- |
| 92   | ↗209 | ↗245 | ↘46  | ↘40  | ↘39  |